# 特別法人事業税
特別法人事業税（とくべつほうじんじぎょうぜい）とは、地方法人特別税の後継として特別法人事業税及び特別法人事業譲与税に関する法律に基づき課せられる法人に対する国税である。2019年10月より適用される。
税の名目は「地域間の財政力格差の拡大、経済社会構造の変化等を踏まえ、県内総生産の分布状況と比較して大都市に税収が集中する構造的な課題に対処し、都市と地方が支え合い、共に持続可能な形で発展するため」である。
国税の1つではあるが、都道府県が法人事業税とともに徴収する。法人事業税同様、損金に算入される。法人税の確定申告書の別表五(二)「租税公課の納付状況等に関する明細書」では事業税の欄に、法人事業税と特別法人事業税を合算して記載する。
地方が徴収した特別法人事業税を国に納め、人口を基礎として、国が特別法人事業譲与税（とくべつほうじんじぎょうじょうよぜい）の形で地方に再分配する。特別地方法人譲与税と比べて配分基準が、人口及び従業員数（2分の1ずつ）から人口のみとなり昼間人口の多い東京都等が不利になった。これについては東京都は、都民の税金が奪われる！ 東京都の主張 ～平成31年度税制改正に向けて～などを発行して反対を表明している。

## 運用
特別法人事業税は国税のひとつではあるが、都道府県が法人事業税とともに徴収する。
国税通則法の適用が無く、国税徴収法上も地方税扱いとなされるなど、制度の運用は地方事業税とほぼ同じ取扱いとなる。

## 確定申告
租税公課等のうち、法人税の所得の計算上損金の額に算入しないものは、法人税法第38条に列挙されているが、特別法人事業税はこの中に含まれていないことから、法人事業税と同じく損金の額に算入される。法人税の確定申告書の別表五(二)「租税公課の納付状況等に関する明細書」では事業税の欄に、法人事業税と特別法人事業税を合算して記載する。

## 税率
法人事業税に下記税率をかけることで特別法人事業税の税額になる。
特別法人事業税額 = 基準法人所得割額又は基準法人収入割額 × 税率
基準法人所得割額又は基準法人収入割額 = 標準税率により計算した法人事業税の所得割額又は収入割額。法人事業税で超過税率が適用されている場合は、標準税率で計算し直す。

### 令和元年10月1日以後に開始する事業年度
3月末決算法人の場合、令和2年3月末決算は地方法人特別税で、令和3年3月末決算より下記税率。
| 区分                                                            | 税率   |
| --------------------------------------------------------------- | ------ |
| 外形標準課税法人 （資本金1億円超の普通法人）                    | 260％  |
| 所得課税法人 （資本金1億円以下の普通法人、公益法人等）          | 37％   |
| 所得課税法人 （特別法人：協同組合等、医療法人）                 | 34.5％ |
| 収入金額課税法人 （電気供給業、ガス供給業、保険業、貿易保険業） | 30％   |

## 税収の推移
財務省の統計を参照（単位:100万円。単位未満切捨て）。決算ベース。
- 2019年（令和元年）度 000000 0
- 2020年（令和 2年）度 0671,720
- 2021年（令和 3年）度 1,831,646
- 2022年（令和 4年）度 2,169,136

注　2019年（令和元年）度が極端に少ないのは、課税が平成20年10月1日以後に開始する事業年度から開始されたためである。半年決算や変則決算で、令和元年10月1日以後に開始された事業年度が、令和 2年3月31日までに終了した場合のみ2019年（令和元年）度の税収となる。なお「0」という表記は単位未満であるが、数値があるということである。

## 参照
1. ↑  平成31年度地方税制改正(案)について
2. 1 2  別表五(二)　租税公課の納付状況等に関する明細書
3. ↑  Q10　地方法人特別税は、法人税の所得の計算上損金の額に算入できますか。 - ＜税金の種類＞＜地方法人特別税＞ | 東京都主税局
4. ↑  租税及び印紙収入決算額調一覧　財務省